# Рішення Земського собору (1653)
Земський собор 1653 — зібрання бояр, представників дворянства, духовенства, купецтва та інших верств населення Московського царства, на якому була прийнята ухвала про прийняття царем Олексієм Михайловичем під свою зверхність гетьмана Б.Хмельницького з Військом Запорозьким, а також оголошення війни польському королю Яну II Казимиру Ваза й Речі Посполитій. Перше засідання собору, скликане для обговорення звернення Б.Хмельницького і Війська Запорозького з проханням про допомогу в боротьбі з польським королем, відбулося 4 червня (25 травня) 1653. На ньому учасники висловилися за надання допомоги Україні, однак остаточне вирішення питання було відкладено до повернення в Москву посольства на чолі з князем Б.Репніним-Оболенським, відправленого до Польщі з метою дипломатичного тиску на уряд Яна II Казимира Ваза та примушення його до встановлення миру з Військом Запорозьким на основі Зборівського договору Кримського ханства з Річчю Посполитою 1649. Після провалу цієї дипломатичної місії було знову скликано собор і 11(01) жовтня у Грановитій палаті Московського Кремля проведено його заключне засідання за участю царя, патріарха Никона, митрополитів крутицького Сильвестра і сербського Михаїла, архімандритів та ігуменів монастирів, бояр, думних бояр, стольників, "дворян московських" і "дворян з міст", "детей боярских", купців, тяглих людей і голів стрілецьких приказів. Засідання було врочистим. Після зачитування урядової доповіді про "неправди" польського короля і пани-ради, а також про "чолобитну государю в підданство" від Б.Хмельницького і Війська Запорозького спочатку свою позицію висловили бояри, а після цього було заслухано представників інших "чинів" (у соборному акті 1653 не відображена позиція духовенства, представники якого брали участь у зібранні, оскільки духовенство ("Освячений собор") висловилося за прийняття Війська Запорозького в підданство царя ще під час Земського собору 1651, і його позиція була відображена в соборному акті 1651). Рішення учасників Земського собору 1653 в підсумку зводилося до двох резолюцій:

1) "против польського короля войну весть" (див. Російсько-польська війна 1654–1667);

2) гетьмана Б.Хмельницького з Військом Запорозьким "з городами их и з землями принять".
Своє рішення бояри аргументували положеннями урядової доповіді, де зверталася увага на факти зневаги польської стороною державної гідності Московської держави, переслідування православ'я в Речі Посполитій, загрозу переходу православного українського населення в підданство турецького султана Мегмеда IV чи кримського хана Іслам-Гірея III. Підтримавши рішення про початок війни, делегати від усіх верств населення, що були представлені на соборі, поклали тим самим на відповідні верстви зобов'язання фінансувати пов'язані з війною затрати та безпосередньо брати в ній участь. На Земському соборі було також затверджено склад посольства в Україну (В.Бутурлін, стольник І.Афанасьєв і думний дяк Л.Лопухін), на яке покладалося завдання завершити формальності, пов'язані з оформленням прийняття Війська Запорозького під зверхність царя Олексія Михайловича.